# Josh Groban
Joshua Winslow Groban (født 27. februar 1981 i Los Angeles, Californien, USA) er en amerikansk Grammy-nomineret sanger. Josh Grobans karriere startede i 1999, da han sang "The Prayer" med Celine Dion under øvelserne til Grammy-uddelingen. Efter dette var han gæst i flere tv-shows, inkluderet Rosie O'Donnell, Oprah og The Tonight Show med Jay Leno. Han spillede også rollen som Malcolm Wyatt i to episoder af Ally McBeal.

## "Straight to You"-turne
Den 18. september 2011 afholdt Groban for første gang en koncert i København, i Falconer Salen, som en del af sin "Straight to You"-turné.

## Diskografi
- Josh Groban (2001)
- Josh Groban Live In Concert (2002)
- Closer (2003)
- Josh Groban Live At The Greek (2004)
- Awake (2006)
- Noel (2007)
- A Collection (2008)
- Illuminations (2010)
- All That Echoes (2013)
- Stages (2015)
- Bridges (2018)